# Station Wacquemoulin
Station Wacquemoulin is een spoorwegstation in de Franse gemeente Wacquemoulin aan de spoorlijn Ormoy-Villers - Boves.